# Bébés
Pour les articles homonymes, voir Bébé.
Pour plus de détails, voir Fiche technique et Distribution.
Bébés est un documentaire français réalisé par Thomas Balmès, sorti en 2010.

## Synopsis
Le film retrace pendant un an la vie de quatre bébés, de leur naissance à leurs premiers pas, dans quatre pays différents : la Mongolie, le Japon, les États-Unis et la Namibie.

## Fiche technique
- Titre original : Bébés
- Réalisation : Thomas Balmès
- Scénario : Thomas Balmès sur une idée originale d'Alain Chabat[1]
- Production : Amandine Billot, Alain Chabat et Christine Rouxel
- Photographie : Jérôme Alméras, Frazer Bradshaw, Steeven Petitteville & Eric Turpin
- Décors : Jill Coulon
- Montage : Reynald Bertrand & Craig McKay
- Musique : Bruno Coulais
- Lieux de tournage : Bayanchandmani (en), Töv Aïmag, Mongolie ; Opuwo, Namibie ; San Francisco, Californie, USA ; Tokyo, Japon
- Format image/son : couleur - 35 mm - 1.85:1 // Dolby Digital | DTS
- Société de distribution : Studiocanal[2]
- Budget : 4 millions d'euros[3]
- Genre : film documentaire
- Durée : 76 minutes[2]
- Dates de sortie[4],[5] :
  - États-Unis : 7 mai 2010
  - Canada : 7 mai 2010 (sortie limitée)
  - France : 16 juin 2010
  - Belgique : 21 juillet 2010

## Distribution
- Bayar (bébé de Mongolie)[6]
- Hattie (bébé des États-Unis)[6]
- Mari (bébé du Japon)[6]
- Ponijao (bébé de Namibie)[6]

## Accueil

### Box-office
- Mondial : 9 500 000 $ US
- États-Unis : 7 300 000 $ US
- France : 247 125 entrées